# Spidestomella
Spidestomella es un género de foraminífero bentónico considerado un sinónimo posterior de Triloculina de la subfamilia Miliolinellinae, de la familia Hauerinidae, de la superfamilia Milioloidea, del suborden Miliolina y del orden Miliolida. Su especie tipo era Spidestomella globulifera. Su rango cronoestratigráfico abarcaba el Holoceno.

## Clasificación
Spidestomella incluía a la siguiente especie:
- Spidestomella globulifera